# Przecławice (powiat trzebnicki)
Przecławice (niem. Pristchwitz) – wieś w Polsce położona w województwie dolnośląskim, w powiecie trzebnickim, w gminie Oborniki Śląskie.

## Podział administracyjny
W latach 1975–1998 miejscowość należała administracyjnie do województwa wrocławskiego.

## Demografia
Według Narodowego Spisu Powszechnego (III 2011 r.) liczyły 49 mieszkańców. Są najmniejszą miejscowością gminy Oborniki Śląskie.